# 派关水库
派关水库是中国广西壮族自治区崇左市板利乡境内的一座水库，位于左江流域吕东河上，建于1963年。水库正常库容为2118万立方米，集雨面积为43平方千米，海拔为180.76米。